# 清代硃卷集成
清代硃卷集成，顾廷龙主编，1992年台北成文出版社出版，共420册。此书收录清代从康熙到光绪年间的乡试、会试、五贡等硃卷8235份。其中会试卷1635份，涉及的进士共近12000人，另有武会试卷4份；乡试卷5186份，另有武乡试卷34份；五贡卷1576份。

## 背景
硃卷是记载清代科举考试的历史文献，但随着清末科举制度的废除，以及内忧外患，这方面的资料散失严重。为了保存文化典籍，张元济、叶景葵等在上海创建了合众图书馆。并从海盐朱氏寿鑫斋购买其所藏的2000册硃卷，后又有吴县潘氏砚楼捐赠了1000余册。到了二十世纪五十年代，合众图书馆改为上海市历史文献图书馆，后又与上海图书馆合并。此后仍不断收集，到九十年代初共8000余册。在1992年，顾廷龙将这些汇编起来，由台北成文出版社出版，成书为《清代硃卷集成》。